# Витсге, Рихард
Ри́хард Ви́тсге (Витцхе, нидерл. Richard Witschge, МФА: [ˈriʃɑrt ˈʋɪtsxə]; род. 20 сентября 1969, Амстердам) — нидерландский футболист. Выступал за сборную Нидерландов.

## Биография

### Клубная карьера
Рихард Витсге начинал свою футбольную карьеру в юношеском клубе «СДВ». В 1986 году в возрасте 17 лет попал в амстердамский «Аякс». Его дебют состоялся 26 октября 1986 года в матче чемпионата Нидерландов сезона 1986/87 против АЗ’67, всего в том сезоне сыграл 2 матча. От сезона к сезону Витсге всё больше появлялся в основном составе, так в сезоне 1990/91 сыграл 33 матча в чемпионате Нидерландов.
В 1991 году Витсге перешёл в испанскую «Барселону», за его трансфер клуб заплатил $ 7,5 млн. В составе «Барселоны» Витсге стал двукратным чемпионом Испании, провёл 40 матчей и забил 2 мяча. В 1993 году Витсге подписал пятилетний контракт с французским «Бордо». В течение двух сезонов регулярно появлялся в составе команды, играя в одной команде с Зинедином Зиданом. В 1994 году Витсге был отдан в аренду на год английскому «Блэкберн Роверсу», но в составе появился всего в одном матче. Вернувшись в «Бордо» из аренды, блестяще провёл сезон 1995/96, отыграв 33 матча и забив 7 мячей, благодаря во многом ему и ещё нескольким игрокам «Бордо» не вылетел во вторую французскую лигу.
В 1996 году, контракт с «Бордо» у Витсге закончился, и он решил вернуться в «Аякс». 26 октября 1997 года в матче против «Фейеноорда», в котором «Аякс» победил со счётом 4:0, произошёл момент с участием Витсге, чьё поведение, по мнению игроков и болельщиков «Фейеноорда», было для них унизительным, Витсге, получив мяч, пробежал около 60 метров, жонглируя мячом.
За пять сезонов за «Аякс» Витсге сыграл 117 матчей и забил 11 мячей, в сезоне 1997/98 стал чемпионом Нидерландов, а в 1998 и 1999 годах становился обладателем кубка Нидерландов. В 2001 году Витсге на правах аренды перешёл в стан испанского «Алавеса». В чемпионате Испании сезона 2001/02 Витсге провёл 26 матча и забил один гол, а «Алавес» финишировал на 7-м месте в чемпионате и попал в розыгрыш Кубка УЕФА. Вернувшись из аренды, Витсге в течение одного ещё сезона выступал за амстердамцев. В 2003 году, покинув «Аякс», отправился в Японию выступать за клуб «Оита Тринита», но в новом клубе провёл всего 9 матчей. После пытался перейти в шотландский «Рейнджерс», но сделка не состоялась, и тогда Витсге решил завершить свою футбольную карьеру.

### Карьера в сборной
За национальную сборную Нидерландов Витсге дебютировал 21 февраля 1990 года в матче против сборной Италии, матч завершился со счётом 0:0. Был участником чемпионата мира 1990 года и чемпионата Европы 1996 года. Свой единственный гол за сборную забил 16 октября 1991 года в матче против сборной Португалии. Всего за сборную провёл 31 матч.

## Статистика

### Матчи Витсге за сборную Нидерландов
| Матчи Витсге за сборную Нидерландов | Матчи Витсге за сборную Нидерландов | Матчи Витсге за сборную Нидерландов | Матчи Витсге за сборную Нидерландов | Матчи Витсге за сборную Нидерландов | Матчи Витсге за сборную Нидерландов |
| ----------------------------------- | ----------------------------------- | ----------------------------------- | ----------------------------------- | ----------------------------------- | ----------------------------------- |
| №                                   | Дата                                | Соперник                            | Счёт                                | Голы Витсге                         | Соревнование                        |
| 1                                   | 21 февраля 1990                     | Италия                              | 0:0                                 | —                                   | Товарищеский матч                   |
| 2                                   | 28 марта 1990                       | СССР                                | 1:2                                 | —                                   | Товарищеский матч                   |
| 3                                   | 30 мая 1990                         | Австрия                             | 2:3                                 | —                                   | Товарищеский матч                   |
| 4                                   | 3 июня 1990                         | Югославия                           | 2:0                                 | —                                   | Товарищеский матч                   |
| 5                                   | 12 июня 1990                        | Египет                              | 1:1                                 | —                                   | Чемпионат мира 1990                 |
| 6                                   | 16 июня 1990                        | Англия                              | 0:0                                 | —                                   | Чемпионат мира 1990                 |
| 7                                   | 21 июня 1990                        | Ирландия                            | 1:1                                 | —                                   | Чемпионат мира 1990                 |
| 8                                   | 24 июня 1990                        | ФРГ                                 | 1:2                                 | —                                   | Чемпионат мира 1990                 |
| 9                                   | 26 сентября 1990                    | Италия                              | 0:1                                 | —                                   | Товарищеский матч                   |
| 10                                  | 17 октября 1990                     | Португалия                          | 0:1                                 | —                                   | Чемпионат Европы 1992 (отбор)       |
| 11                                  | 21 ноября 1990                      | Греция                              | 2:0                                 | —                                   | Чемпионат Европы 1992 (отбор)       |
| 12                                  | 13 марта 1991                       | Мальта                              | 1:0                                 | —                                   | Чемпионат Европы 1992 (отбор)       |
| 13                                  | 17 апреля 1991                      | Финляндия                           | 2:0                                 | —                                   | Чемпионат Европы 1992 (отбор)       |
| 14                                  | 5 июня 1991                         | Финляндия                           | 1:1                                 | —                                   | Чемпионат Европы 1992 (отбор)       |
| 15                                  | 11 сентября 1991                    | Польша                              | 1:1                                 | —                                   | Товарищеский матч                   |
| 16                                  | 16 октября 1991                     | Португалия                          | 1:0                                 | 1                                   | Чемпионат Европы 1992 (отбор)       |
| 17                                  | 4 декабря 1991                      | Греция                              | 2:0                                 | —                                   | Чемпионат Европы 1992 (отбор)       |
| 18                                  | 12 февраля 1992                     | Португалия                          | 0:2                                 | —                                   | Товарищеский матч                   |
| 19                                  | 25 марта 1992                       | Югославия                           | 2:0                                 | —                                   | Товарищеский матч                   |
| 20                                  | 6 сентября 1995                     | Беларусь                            | 1:0                                 | —                                   | Чемпионат Европы 1996 (отбор)       |
| 21                                  | 11 октября 1995                     | Мальта                              | 4:0                                 | —                                   | Чемпионат Европы 1996 (отбор)       |
| 22                                  | 15 ноября 1995                      | Норвегия                            | 3:0                                 | —                                   | Чемпионат Европы 1996 (отбор)       |
| 23                                  | 24 апреля 1996                      | Германия                            | 0:1                                 | —                                   | Товарищеский матч                   |
| 24                                  | 29 мая 1996                         | Китай                               | 2:0                                 | —                                   | Товарищеский матч                   |
| 25                                  | 4 июня 1996                         | Ирландия                            | 3:1                                 | —                                   | Товарищеский матч                   |
| 26                                  | 10 июня 1996                        | Шотландия                           | 0:0                                 | —                                   | Чемпионат Европы 1996               |
| 27                                  | 13 июня 1996                        | Швейцария                           | 2:0                                 | —                                   | Чемпионат Европы 1996               |
| 28                                  | 18 июня 1996                        | Англия                              | 1:4                                 | —                                   | Чемпионат Европы 1996               |
| 29                                  | 22 июня 1996                        | Франция                             | 0:0 (4:5 пен.)                      | —                                   | Чемпионат Европы 1996               |
| 30                                  | 29 марта 1997                       | Сан-Марино                          | 4:0                                 | —                                   | Чемпионат мира 1998 (отбор)         |
| 31                                  | 2 сентября 2000                     | Ирландия                            | 2:2                                 | —                                   | Чемпионат мира 2002 (отбор)         |

Итого: 31 матч / 1 гол; 14 побед, 8 ничьих, 9 поражений.

## Достижения
Барселона
- Чемпион Испании: 1992, 1993

Блэкберн Роверс
- Чемпион Англии: 1995

Аякс
- Чемпион Нидерландов: 1998
- Обладатель Кубка Нидерландов: 1998, 1999